# Historia del corsé

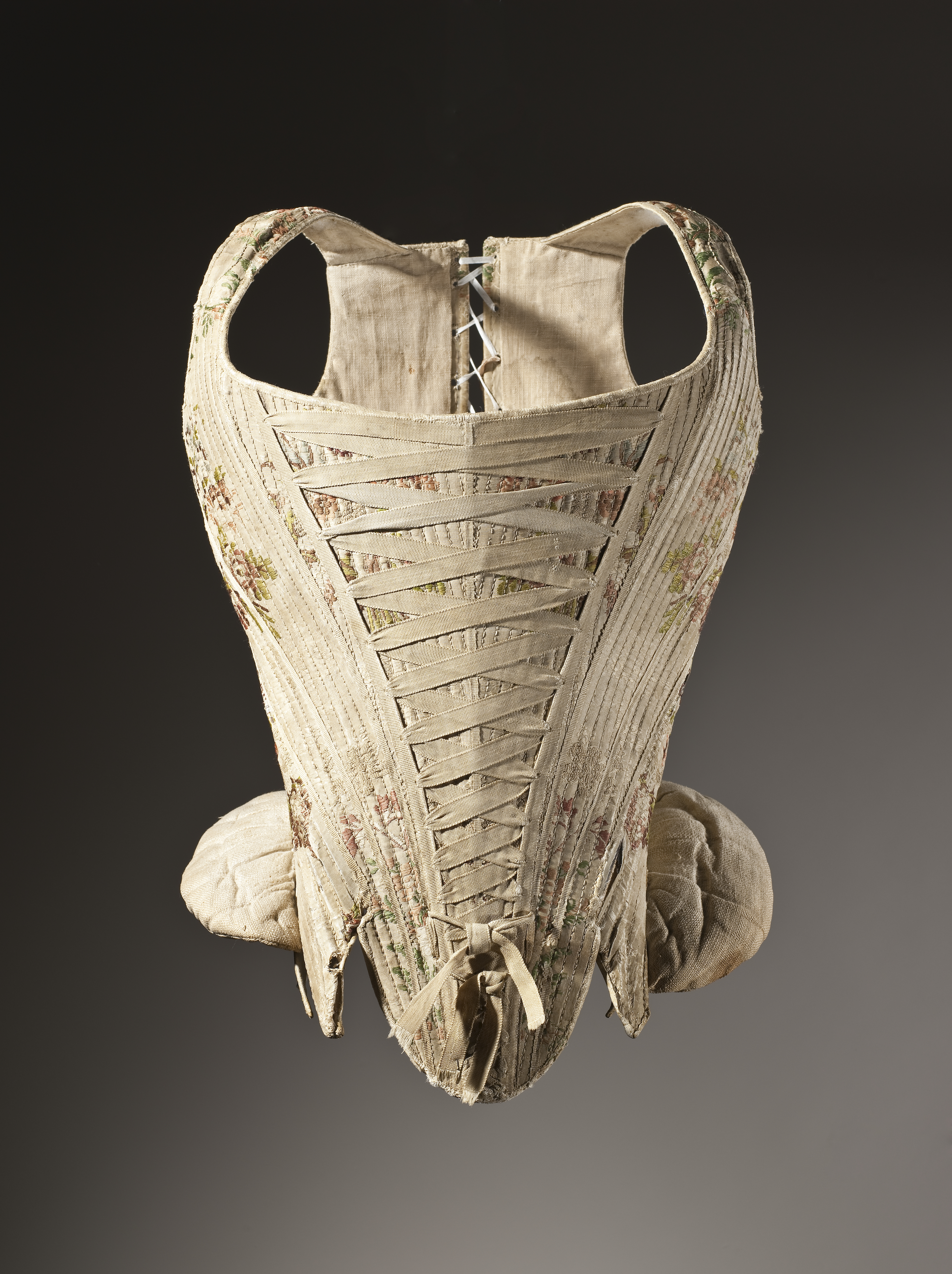
Corsé de mujer c. 1730-1740. Seda con un patrón de flotación suplementario, reforzado con barbas de ballena. Museo de Arte del Condado de Los Ángeles, M.63.24.5.

El corsé ha sido una importante prenda de vestir durante varios siglos en Europa, evolucionando a medida que las tendencias de la moda han ido cambiando. Las mujeres, así como algunos hombres, lo han usado para cambiar la apariencia de sus cuerpos.
El corsé se hizo popular por primera vez en la Europa del siglo XVI, alcanzando el cenit de su popularidad en la era victoriana. Si bien el corsé se ha usado típicamente como prenda interior, ocasionalmente se ha utilizado como prenda exterior; los corsés como prenda exterior se pueden ver en la vestimenta nacional de muchos países europeos.: 22 

## Etimología
La palabra inglesa corset se deriva de la antigua palabra francesa corps y el diminutivo de body, que a su vez deriva de corpus-latín para cuerpo. El término «corsé» se usaba a finales del siglo XIV, del francés corset que significaba «una especie de corpiño de encaje». Su significado como «ropa interior rígida de apoyo y constricción para la cintura, usada principalmente por mujeres para dar forma a la figura», data de 1795.
En inglés, el término bodies o pair of bodies se utilizó hasta la década de 1680, cuando fue sustituido por el término stays. El término corsé aparece a mediados del siglo XVIII y se utilizó hasta principios del siglo XX.

## Antes delsigloXVI

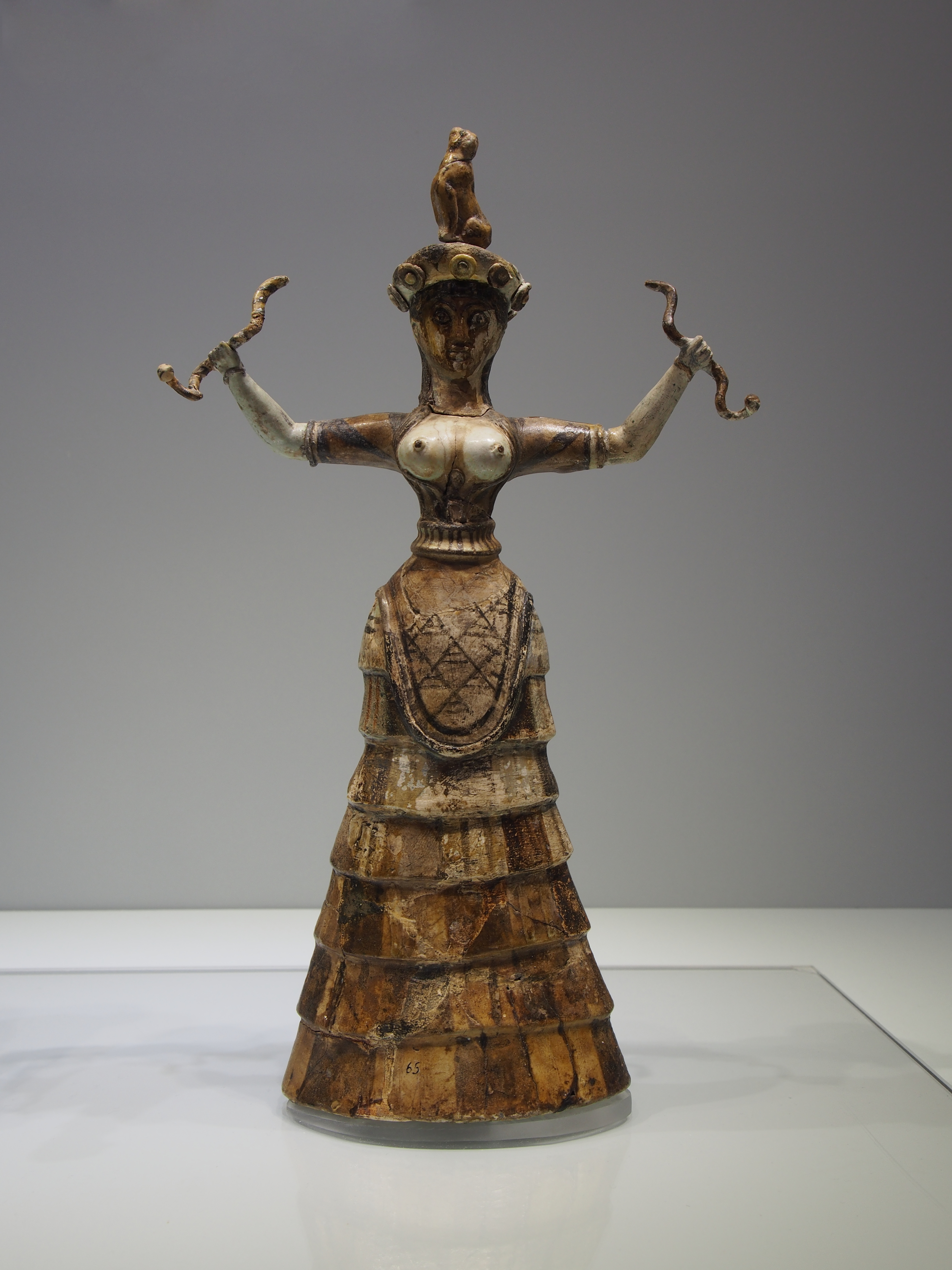
Figura minoica de la diosa de las serpientes, (o sacerdotisa), usando una prenda tipo corsé, del palacio de Cnosos, Creta: c.1600 a. C.

La primera representación conocida de un posible corsé aparece en una figurita cretense hecha alrededor del 1600 a. C. La prenda de vestir representada podría ser percibida como un corsé, pero se lleva como una prenda exterior, y deja los pechos al descubierto.
Los corsés se han utilizado durante siglos entre ciertas tribus del Cáucaso: los circasianos y los abjasios. Se usaban para «embellecer» a las mujeres y también para asegurar la modestia. Los corsés se ataban fuertemente con hasta cincuenta cordones, y debían llevarse desde la infancia hasta la noche de bodas. Cuando el matrimonio se consumaba, el novio tenía que deshacer lenta y cuidadosamente cada encaje para demostrar su autocontrol.

## SiglosXVIyXVII
El corsé como prenda interior tuvo su origen en Italia, y fue introducido por Catalina de Médici en Francia en el siglo XVI, donde las mujeres de la corte francesa lo adoptaron. Este tipo de corsé era un corpiño ajustado y alargado que se usaba debajo de la ropa.: 22  Las mujeres de la corte francesa veían este corsé como «indispensable para la belleza de la figura femenina». Los corsés de esta época se llevaban a menudo con un verdugado que sostenía las faldas en un cono rígido. Los corsés convertían la parte superior del torso en una forma de cono invertido que hacía juego. Estos corsés tenían tirantes y terminaban en solapas en la cintura. Aplanaban el busto, y al hacerlo, empujaban los pechos hacia arriba. 

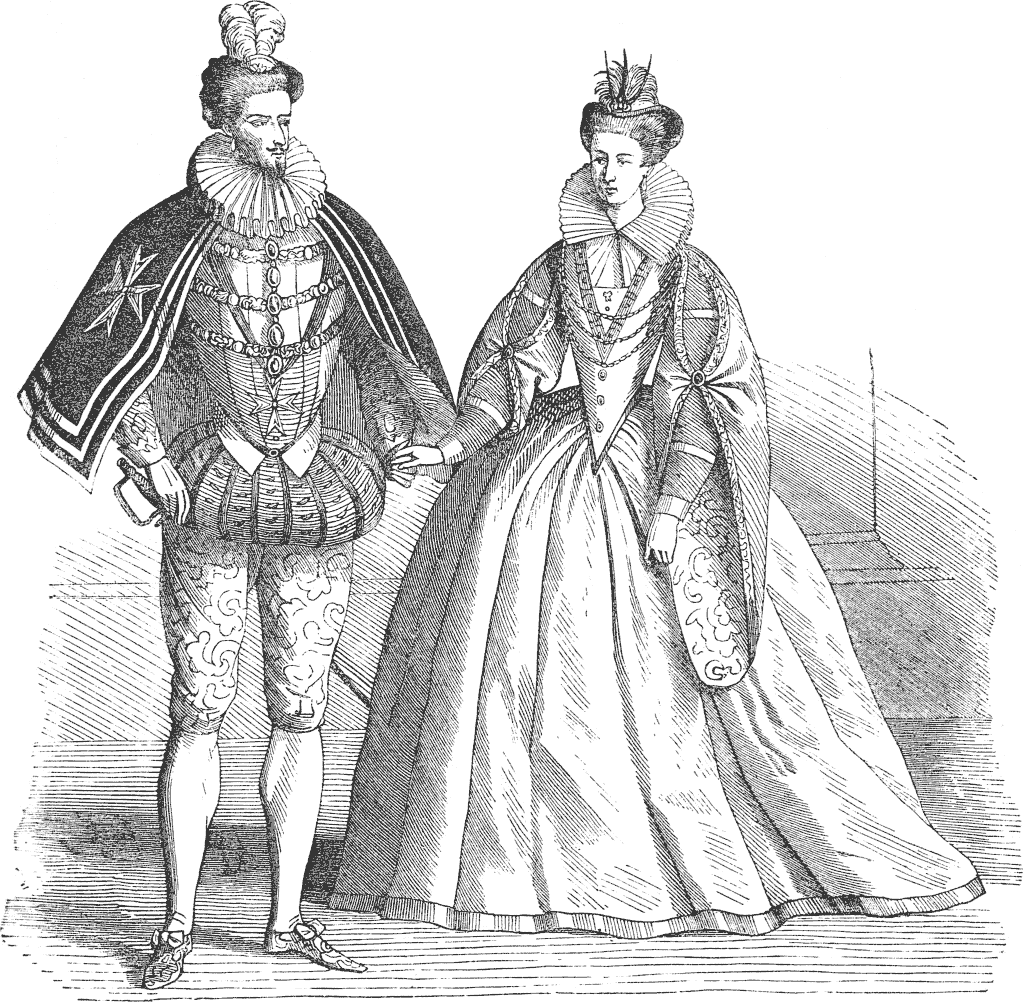
Enrique III de Francia y Luisa de Lorena-Vaudémont.

La intensa tensión de los cordones que se ve en los siglos posteriores no era posible en esta época, ya que los agujeros a través de los cuales se enhebraban los cordones se cosían a mano, y se desgarraban si se sometían a demasiada tensión. Por lo tanto, el énfasis de los tirantes estaba menos en la pequeñez de la cintura que en el contraste entre la rígida planitud de la parte delantera del corpiño y la parte superior curvada de los pechos que se asomaban por encima de la parte superior del corsé. Estos corsés estaban típicamente hechos de tela en capas, rígidos con pegamento, y estaban fuertemente atados. Aunque existen unos pocos corsés supervivientes que están estructurados con acero o hierro, se considera que fueron construcciones ortopédicas o novedosas y no se usaron como parte de la moda dominante.

Durante los siglos XVI y XVII los «cuerpos», como se conocían entonces la "pieza d'estomago", se usaban típicamente como ropa interior y exterior. Hay muchos ejemplos de corsés de estos siglos que tienen mangas desmontables. Las barbas de ballena (refuerzo), se utilizaba con frecuencia en los corsés para mantener su aspecto rígido. Los refuerzos de cañas también eran comunes. Al busk se añadía como un armazón, típicamente hecho de madera, cuerno, marfil, metal o barbas de ballena, para endurecer la parte delantera del cuerpo. Luego se tallaba y se le daba forma de cuchillo fino y se introducía en una bolsa en la parte delantera del corpiño, se sujetaba y se mantenía en su lugar con una cinta, de modo que el busk se podía quitar y volver a colocar fácilmente.: 29 

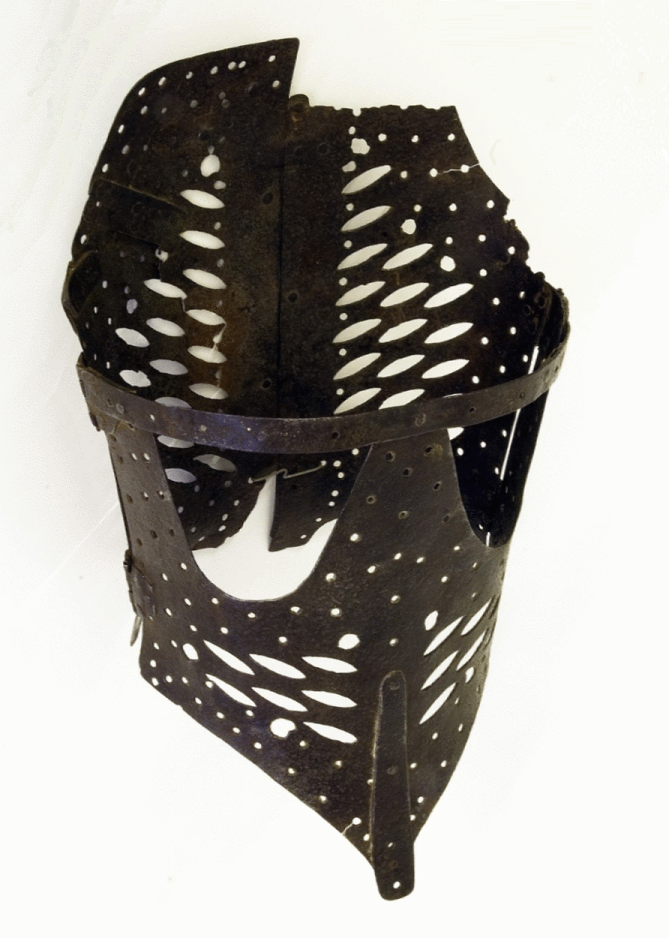
Corsé de hierro de finales del.

 El busk se usaba a menudo para ocasiones y eventos especiales, y a veces era presentado a una mujer por un pretendiente como premio cuando se interesaba por ella. La parte delantera del corsé estaba típicamente cubierta por una «pieza de estómago», una estructura rígida en forma de V que se usaba en sobre el abdomen con fines decorativos.
Desde mediados del período victoriano, el busk ha sido hecho de acero y consiste en dos partes, una para cada lado. Un lado tiene clavos y el otro ojos para que el corsé se pueda sujetar y desatar fácilmente por el frente.: 27  A finales del siglo XVI, cuando se usaba barbas de ballena a los lados y en la parte posterior del corsé, el corsé se ataba por el frente. Eventualmente, el atado se hizo en la parte posterior del corsé.: 29 
A pesar de su popularidad, el corsé no era usado por todos. María, la reina de los escoceses, por ejemplo, no llevaba corsé. Durante el reinado de Luis XV de Francia y de nuevo durante la Revolución Francesa, el corsé pasó de moda, ya que las modas eran más sencillas.

## sigloXVIIIy principios delXIX
El tipo de corsé más común en el siglo XVIII era una forma cónica invertida, que se usaba a menudo para crear un contraste entre un torso rígido casi cilíndrico por encima de la cintura y unas faldas pesadas por debajo. El propósito principal del siglo XVIII era elevar y dar forma a los senos, apretar el diafragma, apoyar la espalda, mejorar la postura para ayudar a la mujer a mantenerse erguida, con los hombros hacia abajo y la espalda, y estrechar solamente con ligereza la cintura, creando un torso superior en forma de V sobre el que se llevaría la prenda exterior; sin embargo, también se usaban corpiños de lino acolchado en lugar de los corsés para situaciones informales. Derivado de la palabra francesa jupe, que en el siglo XVIII se refería a una «chaqueta corta», los corpiños únicamente estaban parcialmente armados y acolchados con algodón para dar apoyo a los senos sin ser restrictivos, normalmente estaban hechos de seda, algodón o lino y a menudo bordados, se sujetaban sobre los pechos con lazos como cintas de seda, botones y, a veces, ganchos de metal. Ambas prendas se consideraban ropa interior, y únicamente se veían en circunstancias muy limitadas. Los corsés del siglo XVIII bien ajustados eran bastante cómodos, no restringían la respiración, y permitían a las mujeres trabajar, aunque sí limitaban la flexión de la cintura, obligando a proteger la espalda levantando con las piernas.

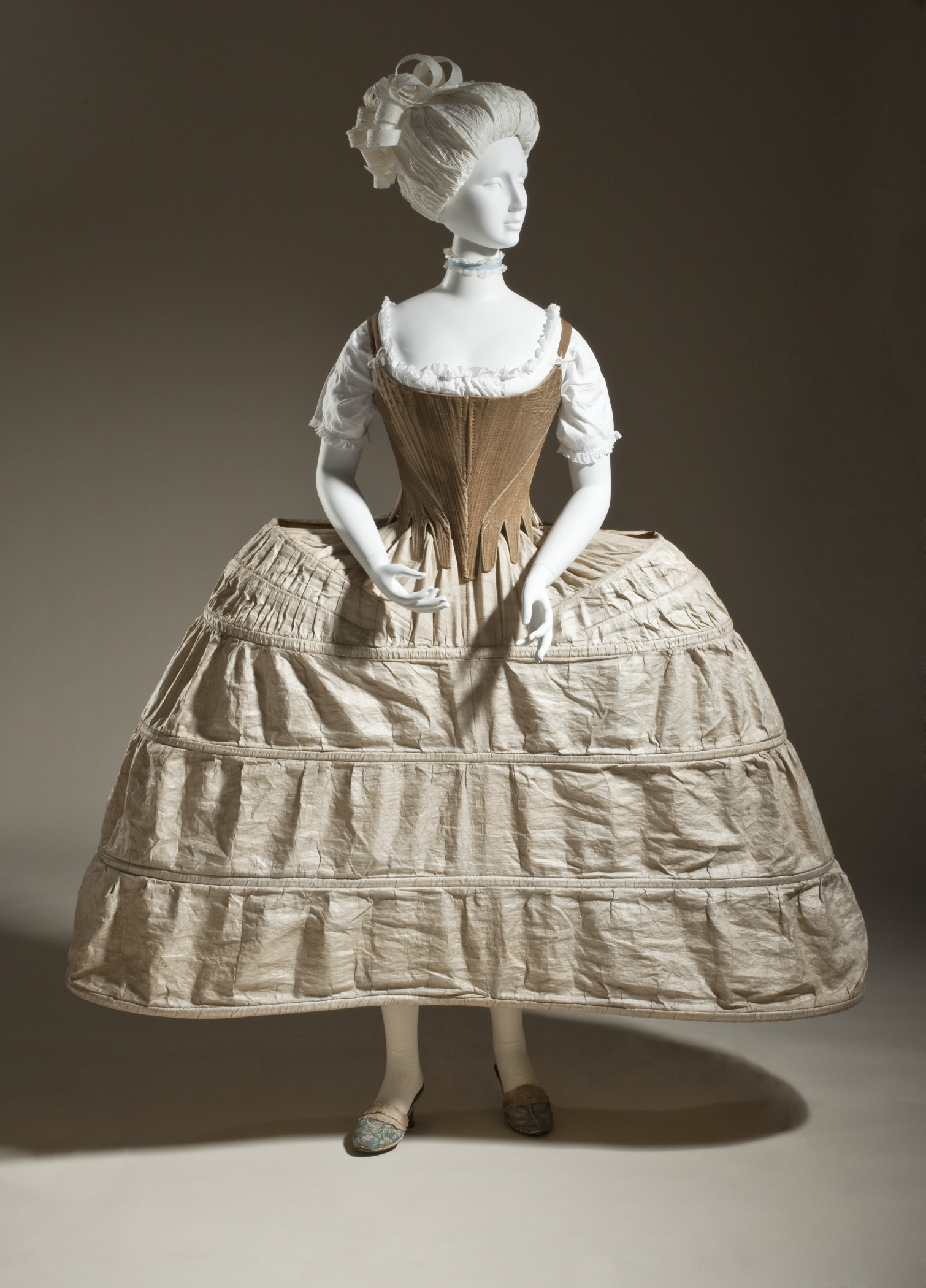
Corsé, c. 1780. Tejido de lino endurecido con barbas de ballena. Museo de Arte del Condado de Los Ángeles, M.2007.211.133.
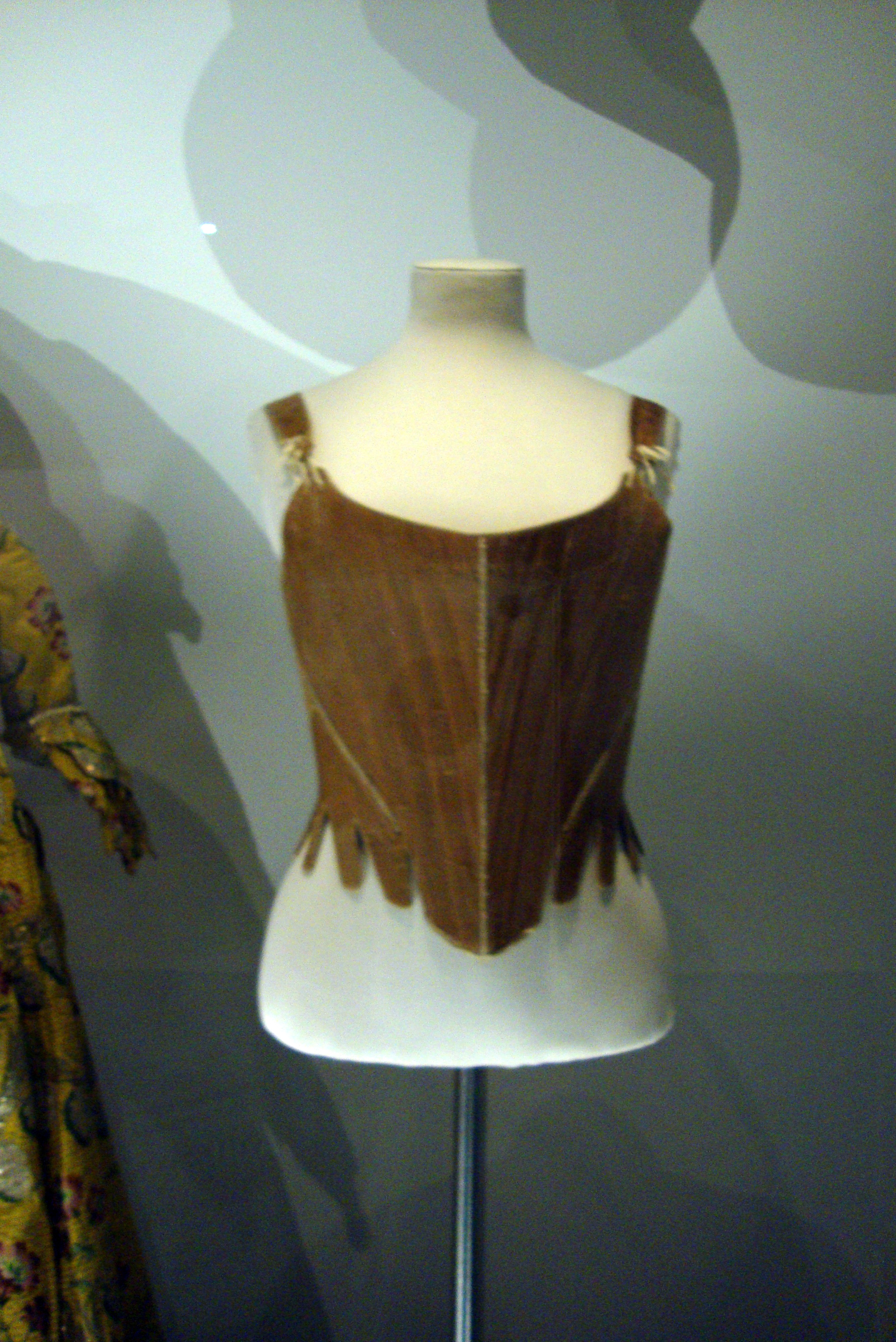
Corsé, c. 1780.  Museo de la Moda, Bath, Somerset, Inglaterra.
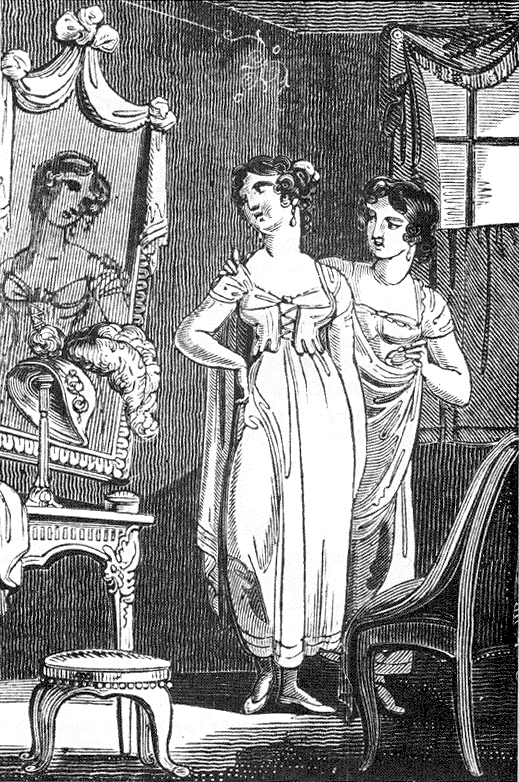
Corsé corto de regencia, alrededor de 1810.
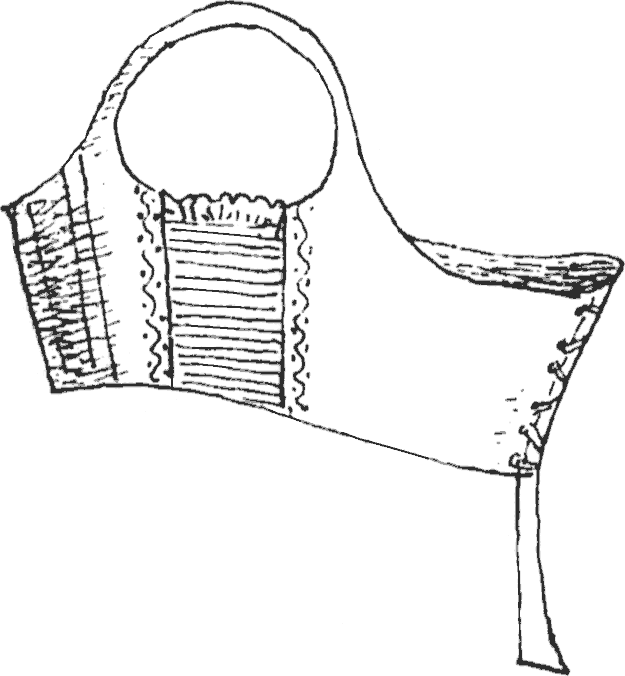
Corsé corto, circa 1803.

Para 1800, el corsé se había convertido principalmente en un método para sostener los senos, ya que la cintura se elevaba hasta justo debajo de la línea del busto. Los corsés todavía adelgazaban el torso, sin embargo, no era su propósito principal.
El corsé se volvió menos estrecho con la llegada del estilo imperio de cintura alta (alrededor de 1796) que quitó el énfasis a la cintura natural. La mayoría de las mujeres de la época todavía usaban algún tipo de corsé, pero a menudo se trataba de "corsés cortos" —es decir, no se extendían mucho por debajo de los senos—. Por el contrario, los corsés destinados a ejercer una gran fuerza moldeadora del cuerpo —como en la era victoriana— eran "largos" —se extendían hacia abajo y más allá de la cintura natural—, atados en la espalda y reforzados con huesos.

## Transición a la victoriana
Cuando la cintura volvió a su posición natural durante la década de 1830, el corsé reapareció y cumplió el doble propósito de sostener los senos y estrechar la cintura. Sin embargo, había cambiado su forma a la silueta de reloj de arena que incluso ahora se considera típica tanto para los corsés como para la indumentaria victoriana. Al mismo tiempo, el término corsé se utilizó por primera vez para esta prenda en inglés. En la década de 1830, los hombros y las faldas infladas artificialmente hacían que la cintura intermedia pareciera estrecha, incluso con el corsé atado moderadamente. En 1830, las varillas de acero habían comenzado a reemplazar al clásico barbas de ballena. La novelista Emily Eden registró que tuvo que obtener una «cáscara» de plata antes de acompañar a su hermano a la India, porque un clima húmedo oxidaba el acero habitual y estropeaba la prenda. En 1839, un francés llamado Jean Werly hizo una patente para corsés de mujer hechos en el telar. Este tipo de corsé fue popular hasta 1890, cuando los corsés hechos a máquina ganaron popularidad. Antes de esto, todos los corsés estaban realizados a mano, y típicamente, hechos en casa.: 41 

## Corsé victoriano
Cuando los hombros exagerados desaparecieron, la cintura misma tuvo que ser apretada más para lograr el mismo efecto. El foco de la silueta de moda de mediados y finales del siglo XIX era una figura de reloj de arena con una cintura diminuta. Fue en los años 1840 y 1850 cuando se popularizó el tightlacing. El corsé se diferenciaba de los anteriores en numerosas formas, ya no terminaba en las caderas, sino que se ensanchaba y terminaba varios centímetros por debajo de la cintura. Era exageradamente curvilíneo en lugar de tener forma de embudo. El acero en espiral se mantiene curvado con la figura. Aunque muchos corsés todavía se cosían a mano a las medidas del portador, también había un próspero mercado de corsés más baratos producidos en masa.

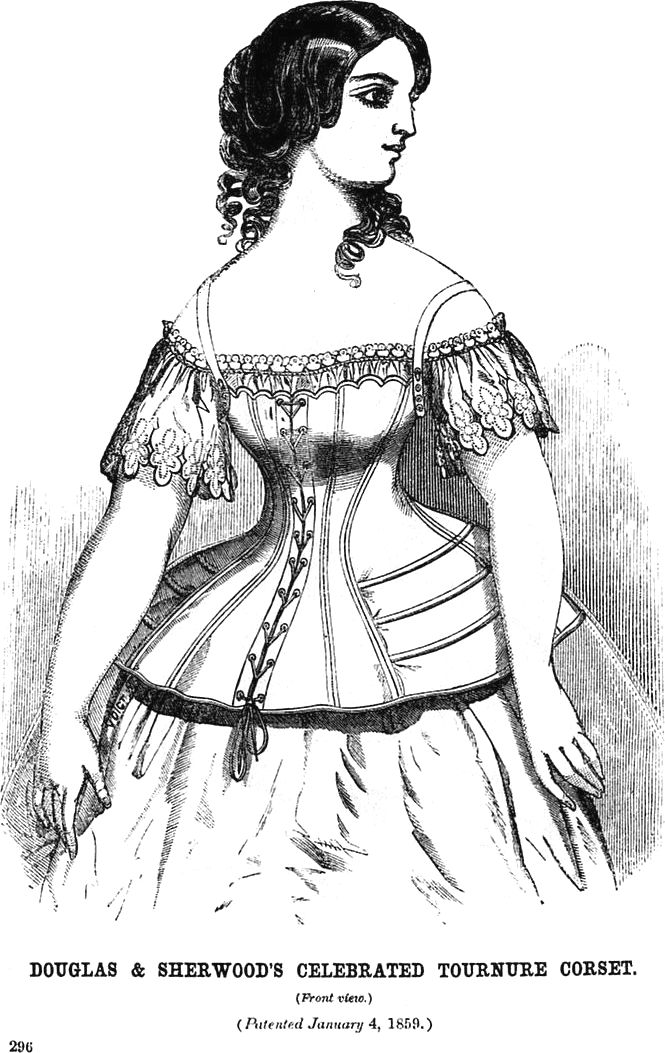
Corsé 1859 con crinolina parcial incorporada.
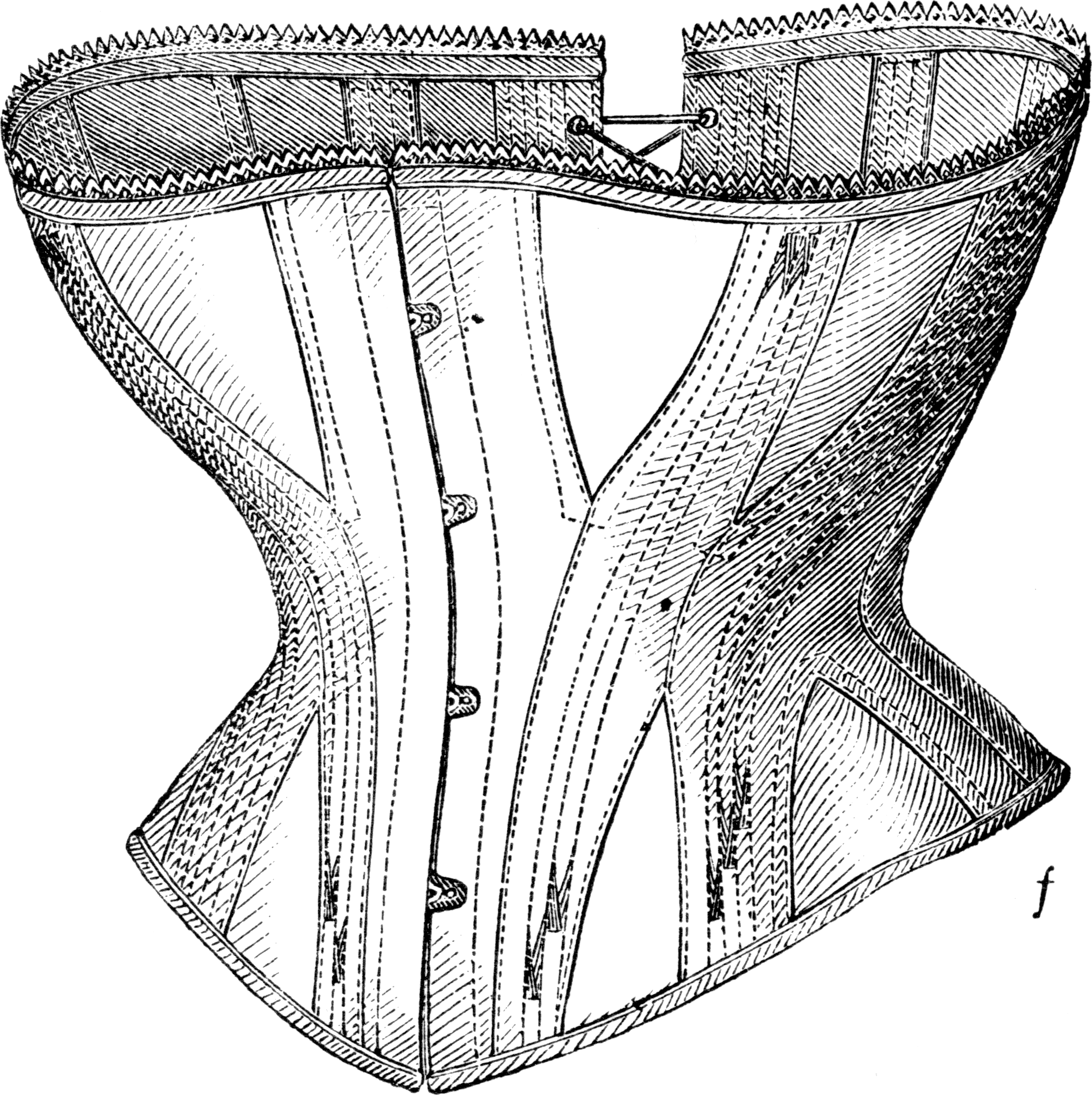
Corsé 1869.
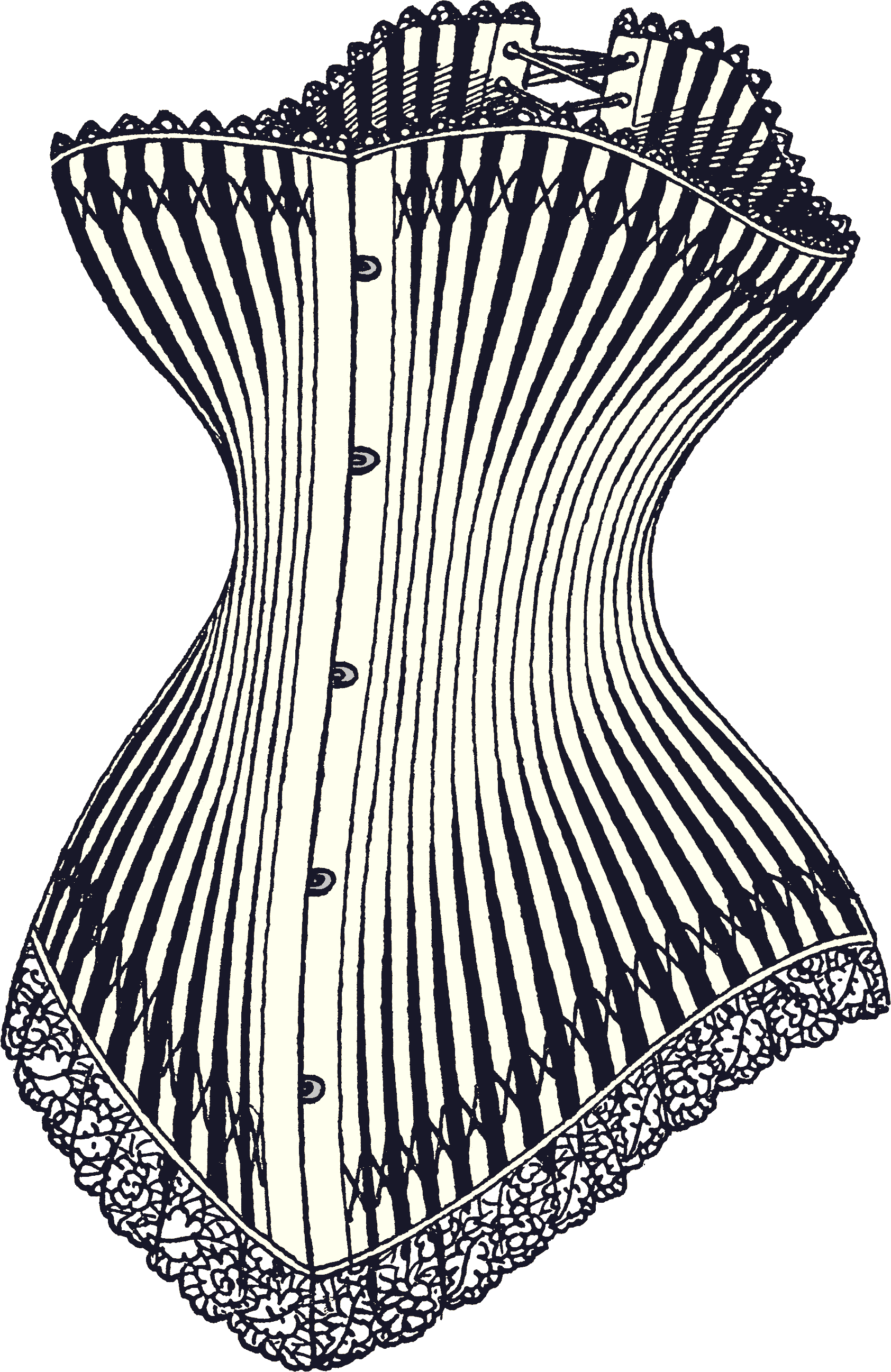
Corsé 1878.
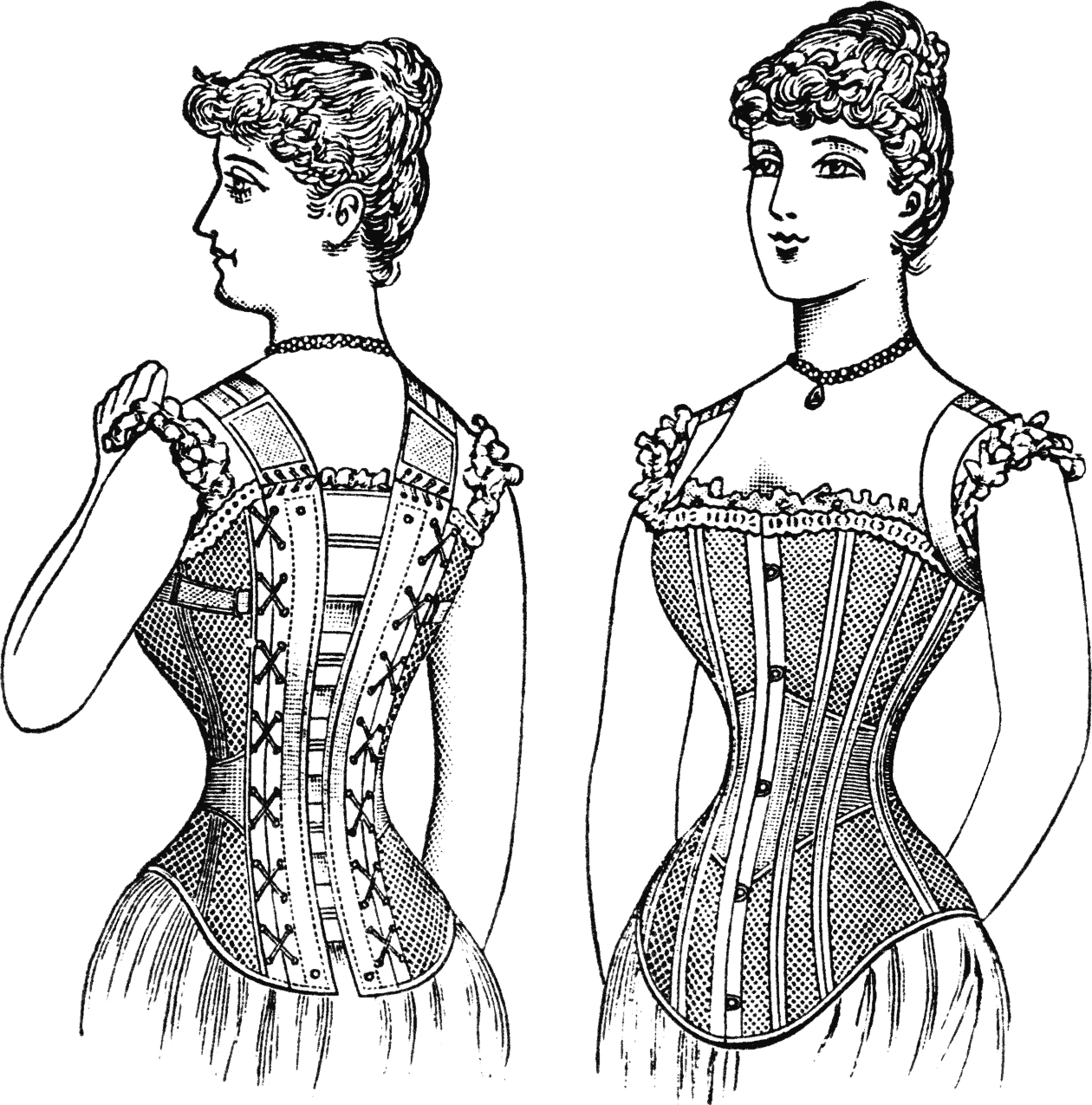
Corsé 1890.

## Finales delsigloXIX
Para los reformistas del vestido de finales del siglo XIX, los corsés eran un peligroso «mal moral», que promovía visiones promiscuas de los cuerpos femeninos y coqueteos superficiales con los caprichos de la moda. Los riesgos obvios para la salud, incluyendo el daño y la reorganización de los órganos internos, comprometían la fertilidad; la debilidad y el agotamiento general de la salud también se achacaban a la excesiva corsetería. Finalmente, la crítica de los reformistas al corsé se unió a una multitud de voces que clamaban contra los corsés, que se fueron haciendo cada vez más comunes y extremos a medida que avanzaba el siglo XIX. Los predicadores se oponían a los tightlacing, los médicos aconsejaban a los pacientes en contra de ellos y los periodistas escribían artículos condenando la vanidad y la frivolidad de las mujeres que sacrificaban su salud por el bien de la moda. Mientras que para muchos el corsé era aceptado como necesario para la belleza, la salud y una postura recta de estilo militar, los reformistas del vestido veían los tightlacing como algo vano y, especialmente en el apogeo de la era de la moral victoriana, un signo de indecencia moral.
Las mujeres estadounidenses que participaron activamente en los movimientos contra la esclavitud y la templanza, con experiencia en hablar en público y en la agitación política, exigían ropa sensata que no restringiera sus movimientos. Si bien el apoyo a la vestimenta de moda ponía en duda que los corsés mantuvieran una «buena figura» erguida, como estructura física necesaria para una sociedad moral y bien ordenada, estos reformistas de la vestimenta cuestionaban que las modas de las mujeres no solo eran físicamente perjudiciales, sino «los resultados de la conspiración masculina para hacer que las mujeres se sometieran cultivándolas en la psicología de la esclavitud». Creían que un cambio en la moda podría también cambiar toda la posición de la mujer, permitiendo una mayor movilidad social, independencia de los hombres y el matrimonio, la capacidad de trabajar por un salario, así como el movimiento físico y la comodidad.: 391 
En 1873 Elizabeth Stuart Phelps Ward escribió:
cambio en la manera de vestir de las mujeres y en 1874 las instó a que quemaran sus corsés.

"¡Quemad vuestros corsés!... No, no salvéis las varillas de ballena, nunca volveréis a necesitarlas. Haced una hoguera con los hierros crueles que han controlado vuestro tórax y abdomen durante tantos años y suspirad de alivio, pues vuestra emancipación, os lo aseguro, acaba de empezar."

A pesar de estas protestas, poco cambió la moda restrictiva y la ropa interior para 1900.

## Corsé eduardiano

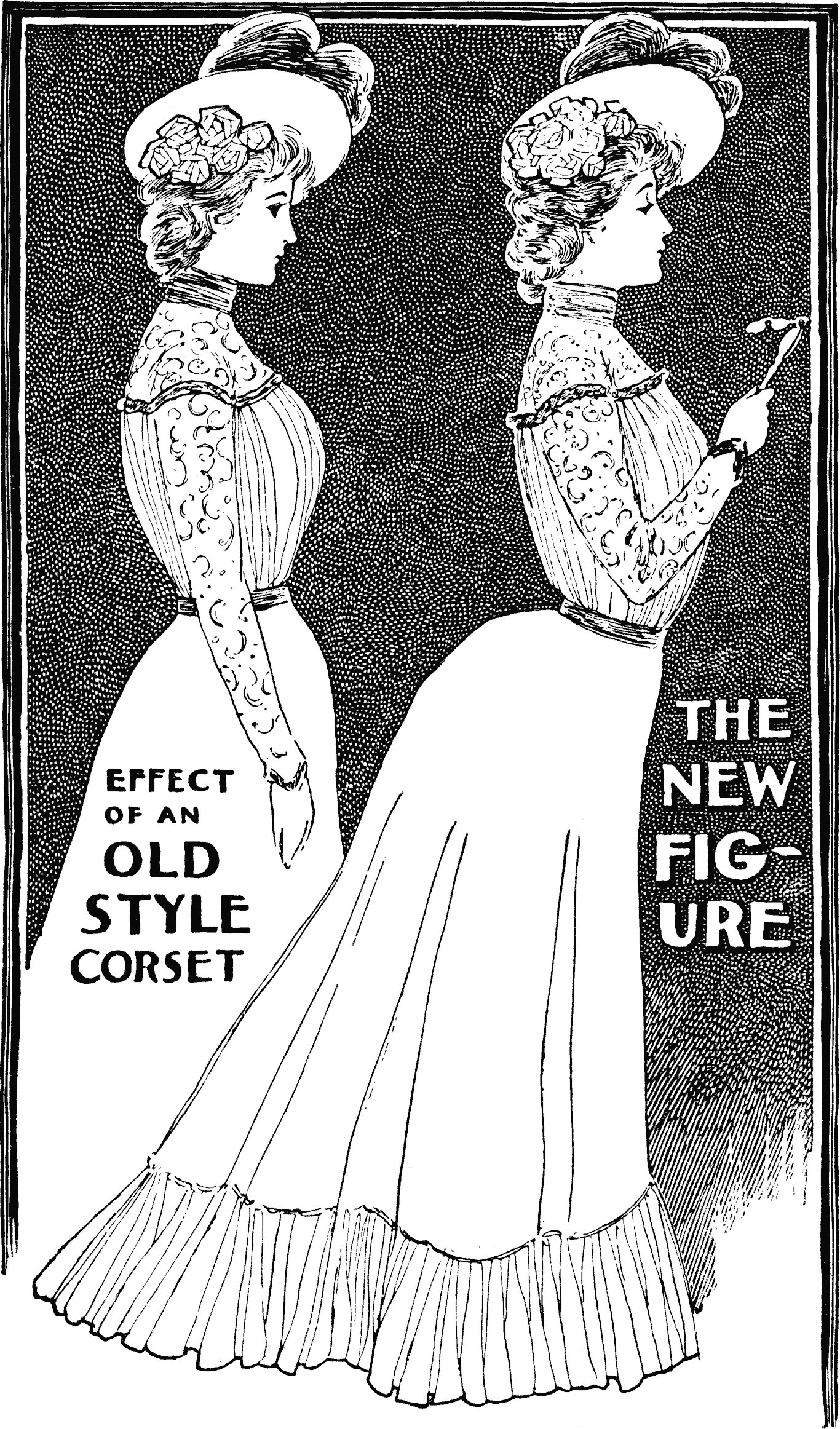
Ilustración del año 1900 contrastando la vieja silueta victoriana con el nuevo corsé eduardiano "S-bend".

El corsé de frente recto, también conocido como corsé de pico de cisne, corsé con pliegue en S o corsé de salud, se usó desde alrededor de 1900 hasta principios del decenio de 1910. Su nombre se deriva de la muy rígida busk insertada en el centro delantero del corsé. Este corsé forzaba el torso hacia adelante y hacía que las caderas sobresalieran por detrás.

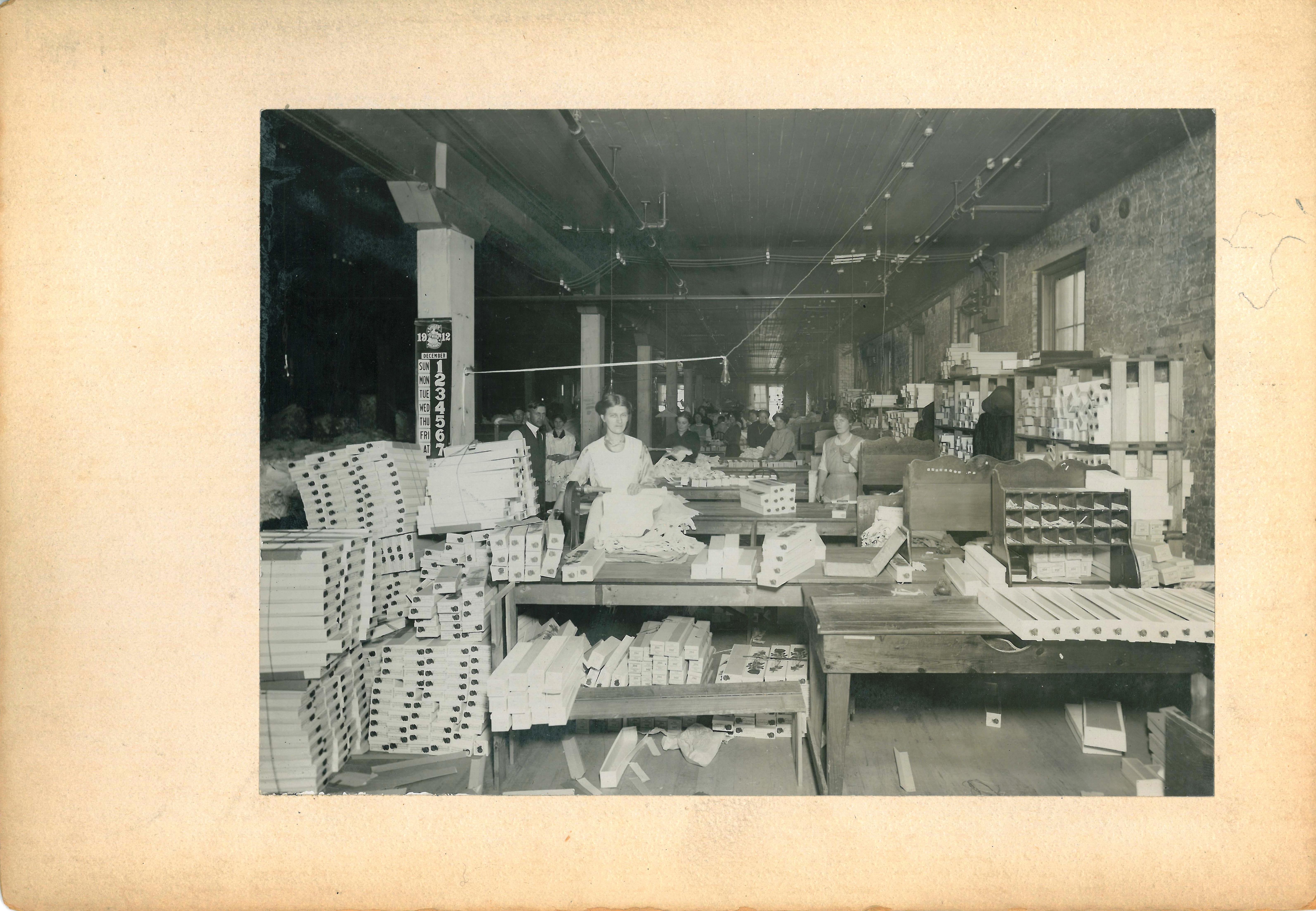
Producción de corsés en 1912.

El corsé de frente recto fue popularizado por Inès Gaches-Sarraute, una corsetera licenciada en medicina. Se pretendía que fuera menos perjudicial para la salud de las portadoras, que otros corsés, ya que ejercía menos presión sobre la zona del estómago. 
Sin embargo, los beneficios para el estómago se veían más que contrarrestados por las lesiones en la espalda debidas a la postura antinatural que imponía a su portadora. En ese momento, el busto se bajó y los corsés proporcionaron mucho menos apoyo a los senos. Hacia 1908, los corsés empezaron a perder su favor, ya que la silueta cambió a una cintura más alta y a una forma más natural. Las primeras formas de sostenes fueron introducidas y la faja pronto tomó el lugar del corsé. La faja se preocupaba más por reducir las caderas que la cintura.

## Corsé de línea larga post-eduardiano

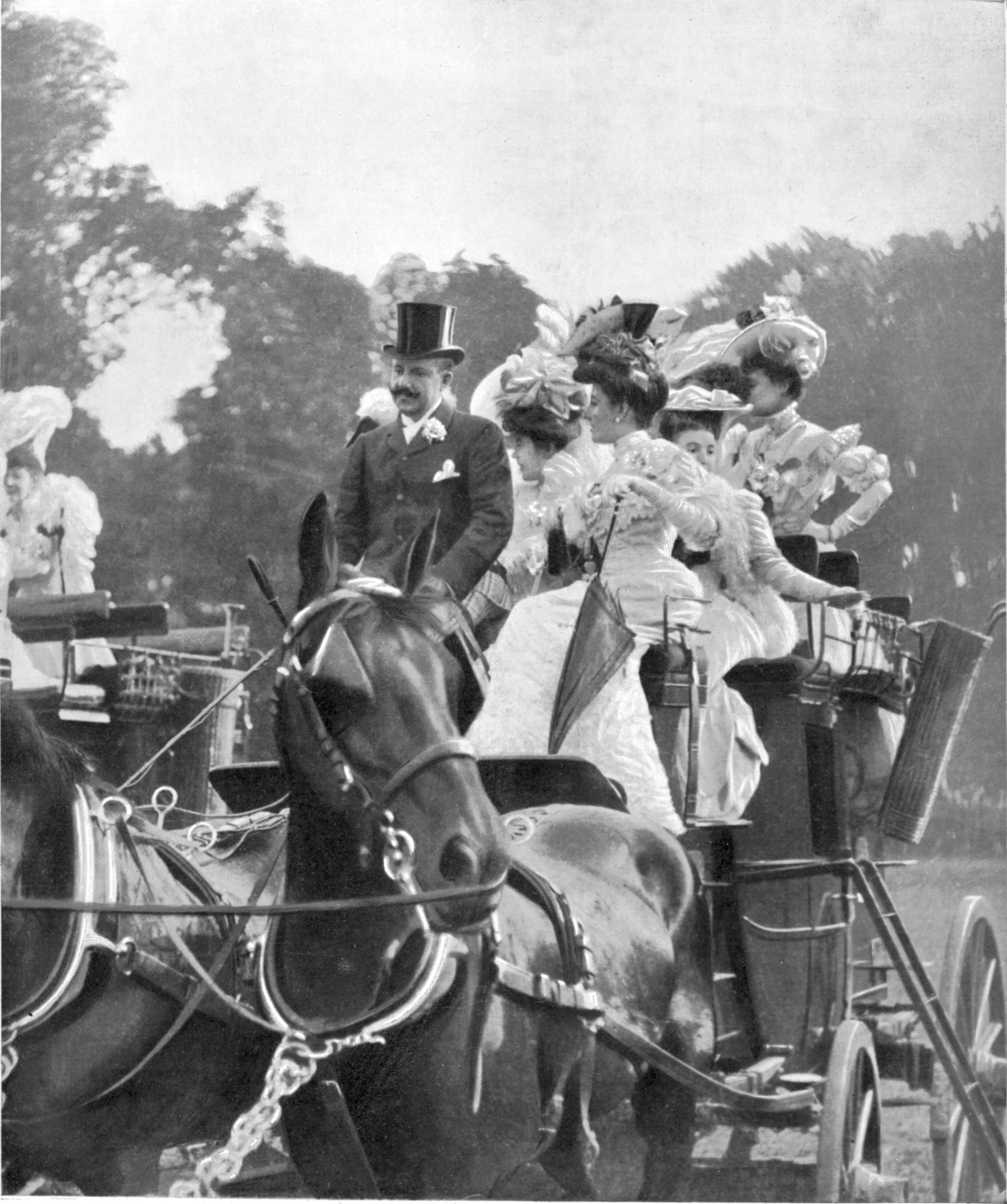
Silueta a la moda en 1906.

De 1908 a 1914, la silueta de moda de caderas estrechas y faldas estrechas hizo necesario el alargamiento del corsé en su borde inferior. Un nuevo tipo de corsé cubrió los muslos y cambió la posición de la cadera, haciendo que la cintura pareciera más alta y ancha. La nueva moda se consideraba incómoda, engorrosa y además requería el uso de tiras de tejido elástico. El desarrollo de materiales elásticos engomados en 1911 ayudó a que la faja reemplazara al corsé.

## Después de la Primera Guerra Mundial
Poco después de la entrada de los Estados Unidos en la Primera Guerra Mundial en 1917, la Junta de Industrias de Guerra de los Estados Unidos pidió a las mujeres que dejaran de comprar corsés para liberar metal para la producción de la guerra. Este paso liberó unas 28.000 toneladas de metal, suficientes para construir dos acorazados. El corsé, que se había fabricado con varillas de acero desde la década de 1860, disminuyó todavía más su popularidad a medida que las mujeres se aficionaron a los sostenes y fajas que también utilizaban menos acero en su construcción. Sin embargo, la ropa interior que moldeaba el cuerpo se llamaba a menudo corsé y siguió usándose hasta bien entrado el decenio de 1920.
Sin embargo, estas prendas eran más conocidas como fajas con el propósito expreso de reducir el tamaño de las caderas. El regreso a los corsés que cortan la cintura en 1939 causó un gran revuelo en los círculos de la moda, pero la Segunda Guerra Mundial puso fin a su regreso. En 1952, un corsé conocido como la «Viuda Alegre» fue lanzado por Warner's. Inicialmente, el Merry Widow(«Viuda alegre»), era una marca registrada de la famosa compañía Maidenform, que lo diseñó para el papel de Lana Turner en una película de 1952 con el mismo nombre. El Merry Widow se diferenciaba de los anteriores corsés en que separaba los pechos, mientras que los corsés los mantenían unidos. Tanto la «Viuda Alegre» como las fajas siguieron siendo populares durante los años 50 y 60. Sin embargo, en 1968, en la protesta feminista Miss América, los manifestantes arrojaron simbólicamente una serie de productos femeninos en un «cubo de basura de la libertad». Entre ellos se incluían fajas y corsés, que los manifestantes llamaban «instrumentos de tortura femenina», y accesorios de lo que, según ellos, era feminidad forzada.
En la década de 1990, la moda fetiche se hizo popular y los corsés se recuperaron en cierta medida, a menudo se usaban como ropa exterior en lugar de ropa interior. En el 2010, el corsé había recuperado una nueva popularidad en la moda.